# Koijujärvi (Tärendö socken, Norrbotten, 746563-179920)
Koijujärvi är en sjö i Pajala kommun i Norrbotten och ingår i Kalixälvens huvudavrinningsområde. Sjön har en area på 0,0796 kvadratkilometer och ligger 178 meter över havet.

## Delavrinningsområde
Koijujärvi ingår i det delavrinningsområde (747015-179605) som SMHI kallar för Ovan VDRID = Jukkasjoki i Tärendöälvens vattendra*. Medelhöjden är 179 meter över havet och ytan är 22,7 kvadratkilometer. Räknas de 35 avrinningsområdena uppströms in blir den ackumulerade arean 645,35 kvadratkilometer. Tärendöälven som avvattnar avrinningsområdet har biflödesordning 2, vilket innebär att vattnet flödar genom totalt 2 vattendrag innan det når havet efter 185 kilometer. Avrinningsområdet består mestadels av skog (51 procent) och sankmarker (45 procent). Avrinningsområdet har 0,39 kvadratkilometer vattenytor vilket ger det en sjöprocent på 1,7 procent.